# میلوش ماتسورک
میلوش ماتسورک (چکی: Miloš Macourek؛ ۲ دسامبر ۱۹۲۶ – ۳۰ سپتامبر ۲۰۰۲) نویسنده، شاعر، نمایش‌نامه‌نویس و فیلم‌نامه‌نویس اهل جمهوری چک بود.
از فیلم‌ها یا مجموعه‌های تلویزیونی که وی در آن‌ها نقش داشته‌است می‌توان به «کلاه حصیری» و بانی‌فیکس به تعطیلات می‌رود اشاره نمود.